# Кайзераугст
Ка̀йзераугст (на немски: Kaiseraugst) е град в Северна Швейцария. Намира се в окръг Рейнфелден на швейцарския кантон Ааргау. Районът принадлежи към най-бързо разрастващите се по отношение на жители и индустрия райони в агломерацията на Базел. Намира се на горен Рейн и граничи с Германия и кантон Базел-Ландшафт. Познат е и с това, че там се е намирал римският град от 44 г. пр.н.е. Аугуста Раурика. Населението му според данните от преброяването към 31 декември 2008 г. е 5181 жители.